# Scaphiophryninae
Scaphiophryninae Laurent, 1946 è una sottofamiglia di rane della famiglia Microhylidae, endemica del Madagascar.

## Tassonomia
I microilidi del Madagascar sono rappresentati da 3 sottofamiglie: Dyscophinae (1 genere e 3 specie), Scaphiophryninae (2 generi e 12 specie) e Cophylinae (8 generi e oltre 110 specie). Analisi di genetica molecolare indicano che Scaphiophryninae e Cophylinae formano un clade endemico del Madagascar, mentre le Dyscophinae appartengono ad una linea evolutiva separata, imparentata con i microilidi dell'Asia.
La sottofamiglia Scaphiophryninae comprende i seguenti generi e specie :
- genere Paradoxophyla Blommers-Schlösser & Blanc, 1991
  - Paradoxophyla palmata  (Guibé, 1974)
  - Paradoxophyla tiarano Andreone, Aprea, Odierna, & Vences, 2006
- genere Scaphiophryne Boulenger, 1882
  - Scaphiophryne boribory Vences, Raxworthy, Nussbaum & Glaw, 2003
  - Scaphiophryne brevis Boulenger, 1896
  - Scaphiophryne calcarata Mocquard, 1895
  - Scaphiophryne gottlebei Busse & Böhme, 1992
  - Scaphiophryne madagascariensis Boulenger, 1882
  - Scaphiophryne marmorata Boulenger, 1882
  - Scaphiophryne matsoko Raselimanana, Raxworthy, Andreone, Glaw, and Vences, 2014
  - Scaphiophryne menabensis Glos, Glaw, and Vences, 2005
  - Scaphiophryne obscura (Grandidier, 1872)
  - Scaphiophryne spinosa Steindachner, 1882